# Clube Náutico de Santa Cruz
O Clube Náutico de Santa Cruz  (CNSC) é um clube de desporto náutico localizado no Concelho de Lajes do Pico, na ilha do Pico, no arquipélago dos Açores.

## Fundação
Deve-se aos antigos sócios da antiga armação baleeira das Ribeiras a sua constituição. Ao nomearam em assembleia geral uma comissão instaladora, presidida por Mário José Dinis Tomé, constituem-se oficialmente com associação em 07 de junho de 2001 (23 anos).

## História
Na década de 1980 é proibida a caça à baleia nos Açores, todo o espólio desta atividade é desativado e abandonado até que o Clube Desportivo Ribeirense passam a ser o responsável pela manutenção e conservação deste património, com o ónus de promover a prática desportiva.

Até à desativação da Sociedade baleeira por falta de fundos monetários para a recuperação dos botes, da lancha e instalações, a Armação Baleeira das Ribeiras, foi sempre  proprietária deste património baleeiro da Freguesia das Ribeiras, transitando os sócios desta Armação Baleeira para o Clube Náutico de Santa Cruz.

Com a promulgação dos estatutos do Clube e nomeação dos órgãos sociais, o clube dá continuidade aos propósitos da sua fundação.

Assim os apoios e vias financeiras para a recuperação do património baleeiro das Ribeiras, inicia-se em 2001 com verbas da Câmara Municipal das Lajes do Pico e do Governo Regional dos Açores.

"(...)Atualmente o Clube Náutico de Santa Cruz, possui 4 botes baleeiros e respetiva casa dos botes. De referir que a lancha baleeira foi entregue à Junta de Freguesia das Ribeiras, sendo também feita a sua recuperação através de apoios governamentais...".

Atualmente o clube serve de ponto  de encontro dos "velhos baleeiros", onde revivem e discutem a memória coletiva e a repassam conhecimentos e experiência para as gerações mais novas, que têm cumprido o desiderato, mantendo vivo o espírito inicial do Clube.

Ao abrigo do Decreto Legislativo Regional, o Clube recebe por via do Contrato-programa nº175 no ano de 2005 uma verba de €14.600,00 (catorze mil e seiscentos euros), para a recuperação e restauro dos botes baleeiros "São Miguel", "Boavista" e "São João".

## Galeria

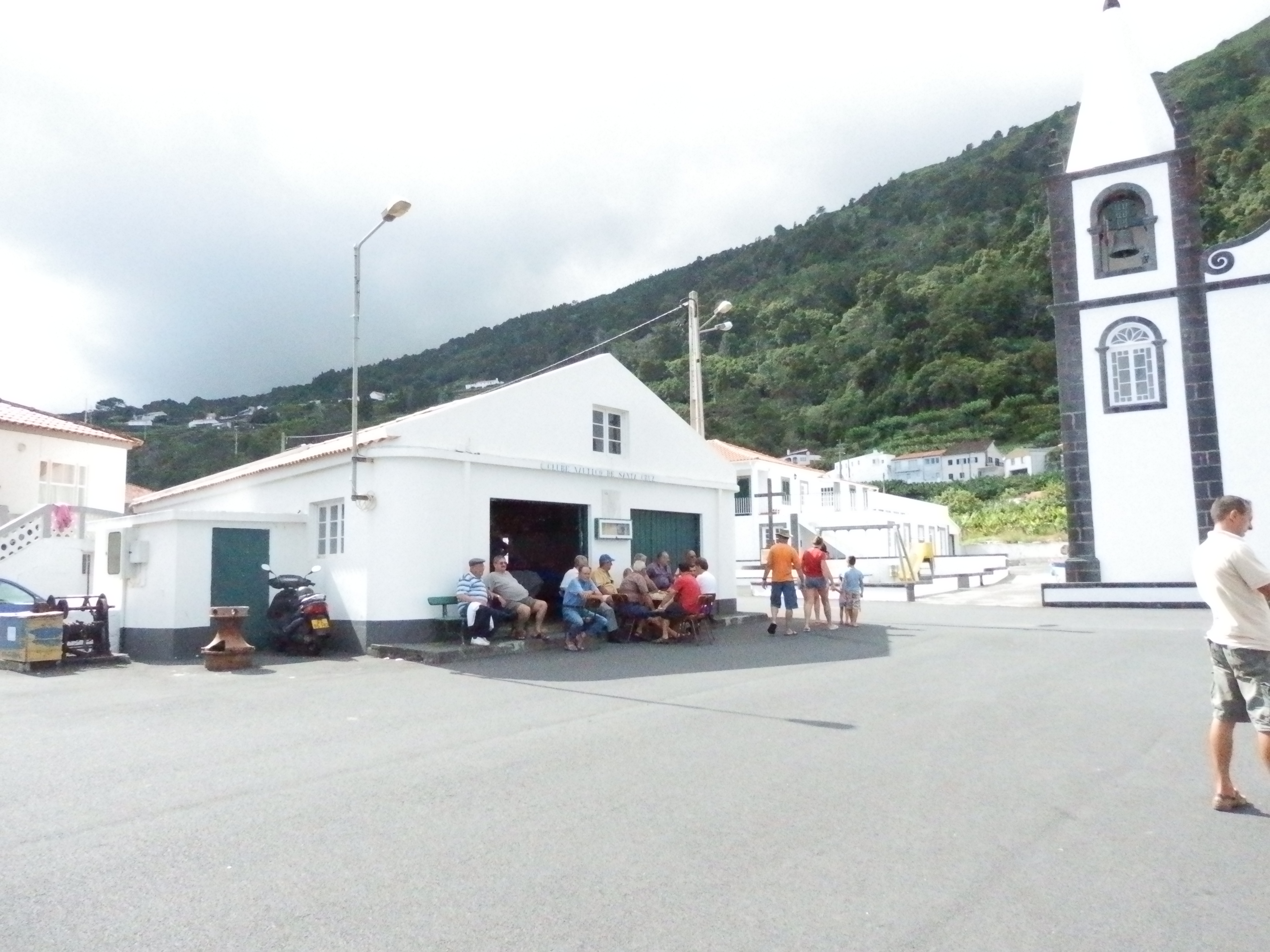
Sede
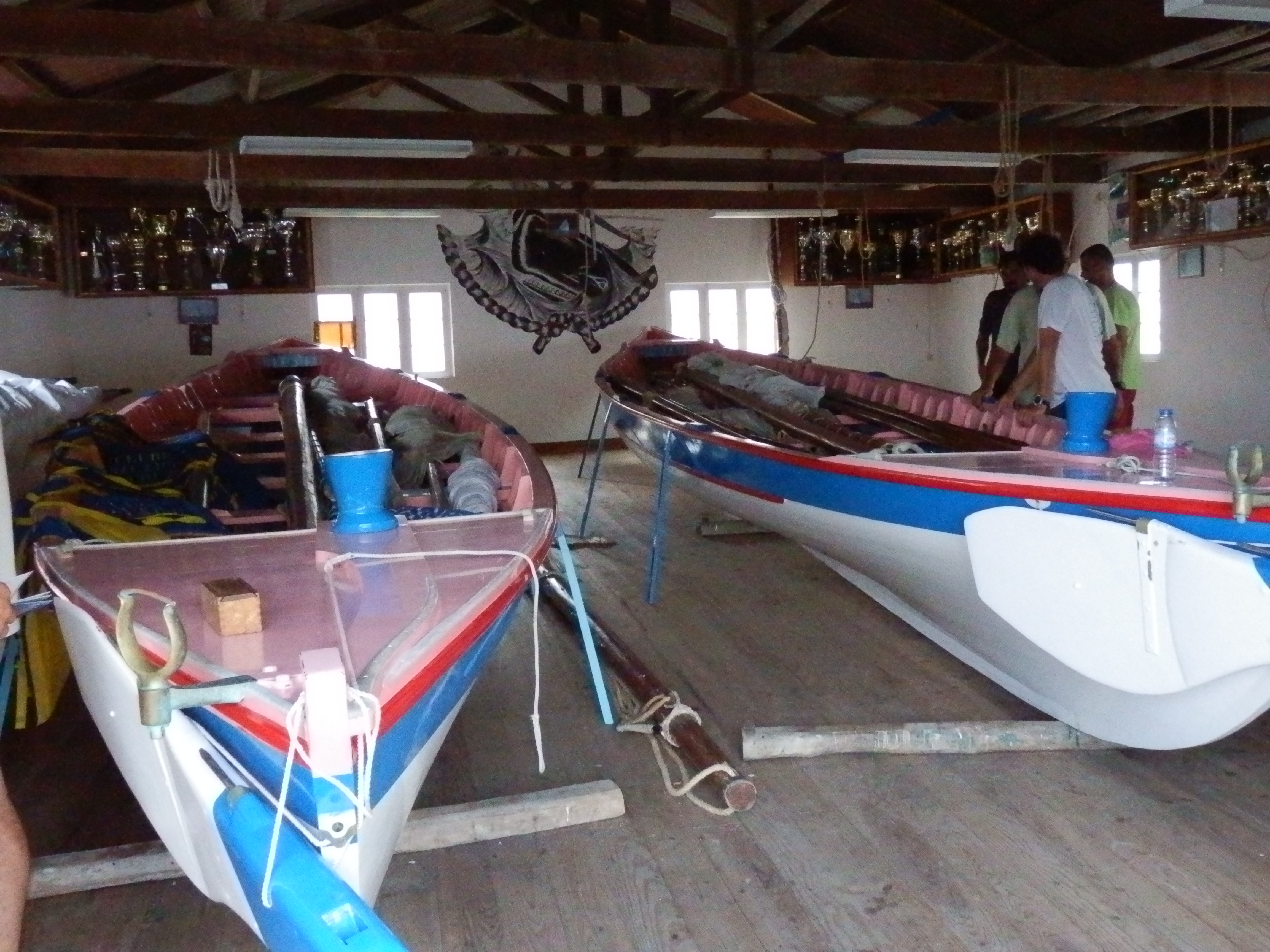
Botes Baleeiros
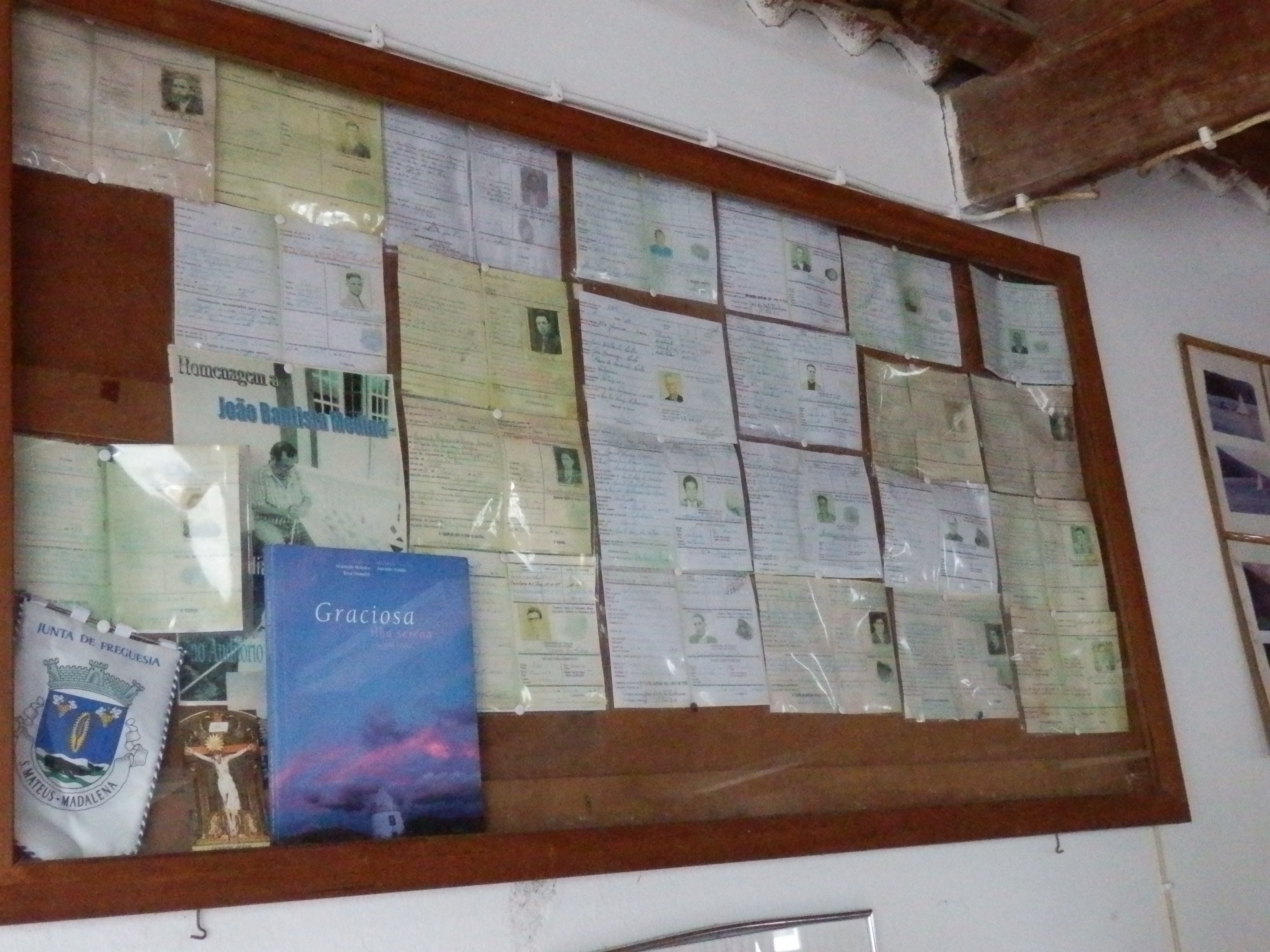
Cédulas dos Baleeiros
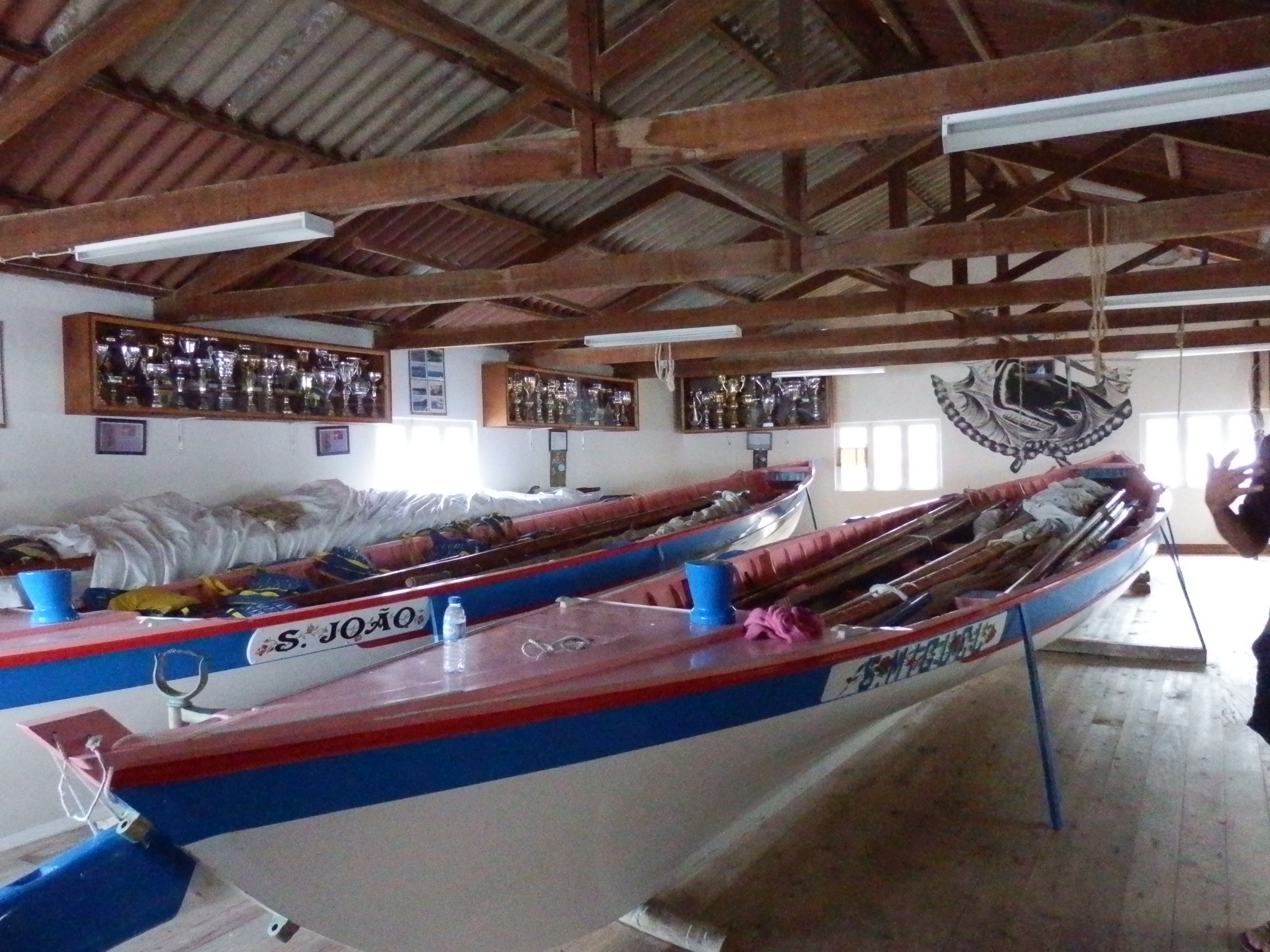
Interior do CNSC